# La Houssoye
La Houssoye [la uswa] ist eine französische Gemeinde mit 605 Einwohnern (Stand 1. Januar 2022) im Département Oise in der Region Hauts-de-France. Sie gehört zum Arrondissement Beauvais, zur Communauté de communes du Vexin Thelle und zum Kanton Beauvais-2.

## Lage
Die Gemeinde La Houssoye liegt in der Landschaft Vexin, rund 14 Kilometer südwestlich von Beauvais. Im Gemeindegebiet gibt es keine oberirdischen Fließgewässer.

## Einwohner
| Jahr                       | 1962 | 1968 | 1975 | 1982 | 1990 | 1999 | 2006 | 2014 | 2021 |
| -------------------------- | ---- | ---- | ---- | ---- | ---- | ---- | ---- | ---- | ---- |
| Einwohner                  | 331  | 342  | 363  | 370  | 446  | 589  | 642  | 613  | 601  |
| Quellen: Cassini und INSEE |      |      |      |      |      |      |      |      |      |

## Sehenswürdigkeiten
- Schloss, heute Erholungsheim einer Versicherung.
- Kirche Saint-Christophe

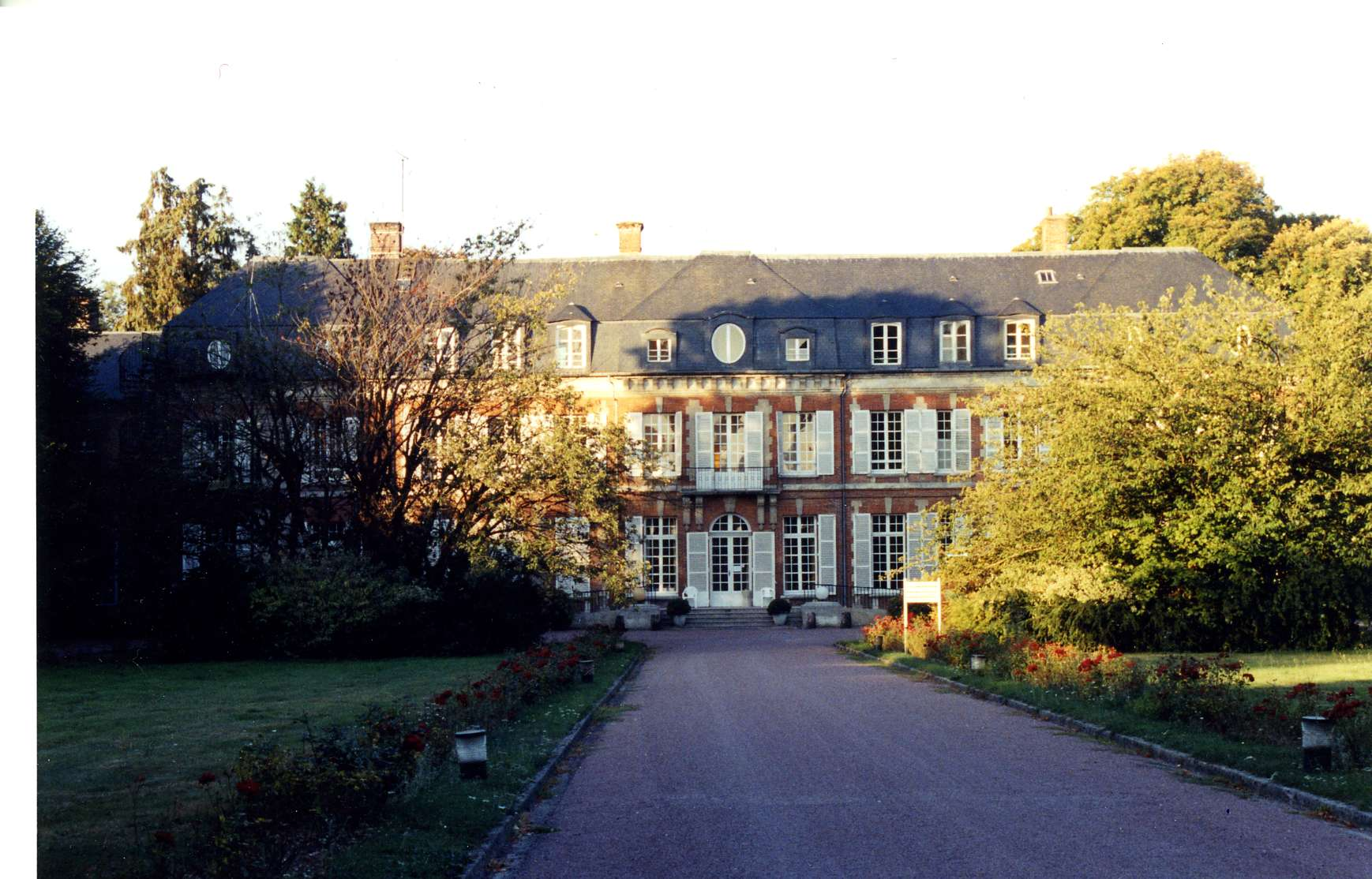
Schloss
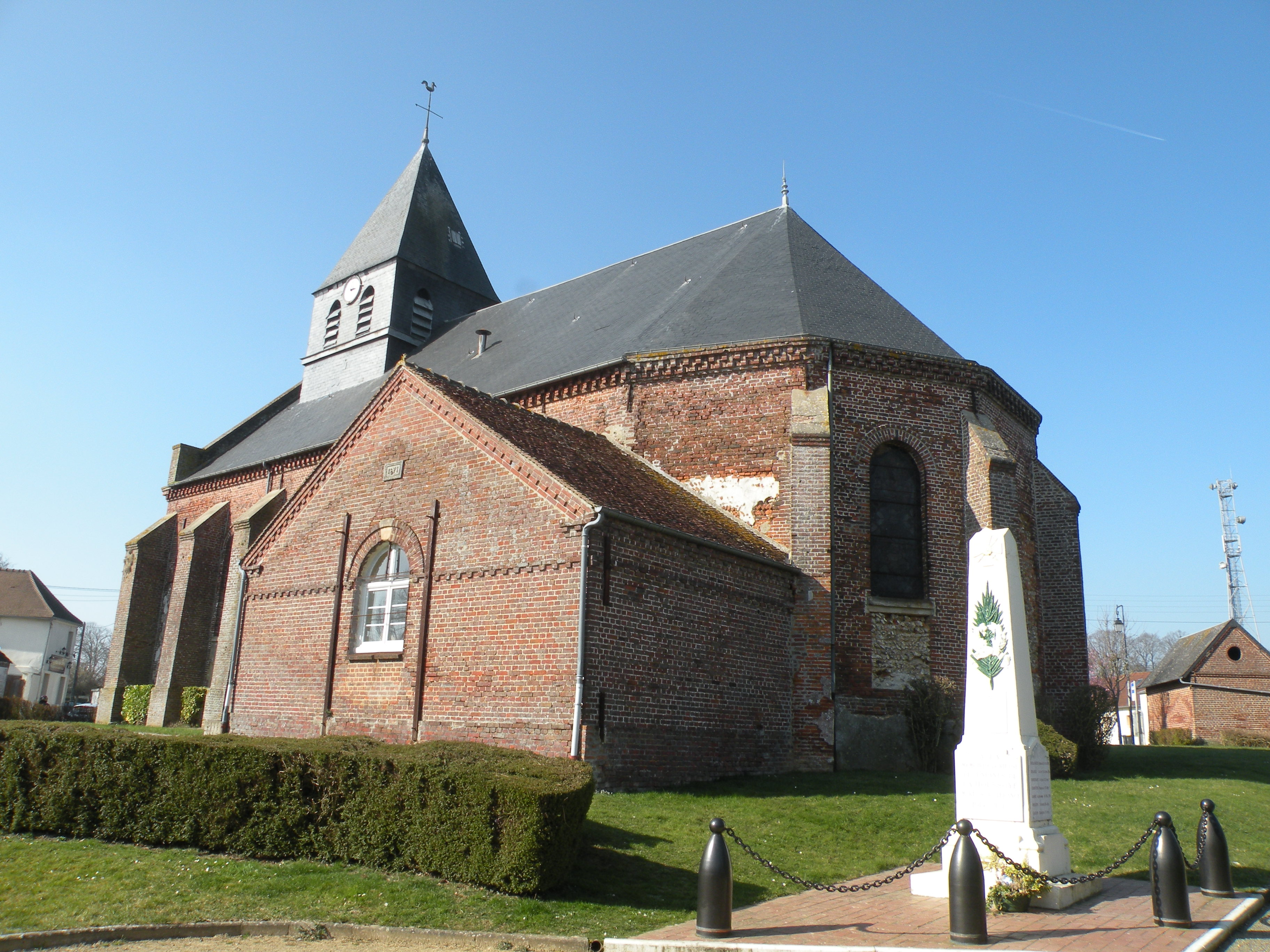
Kirche Saint-Christophe
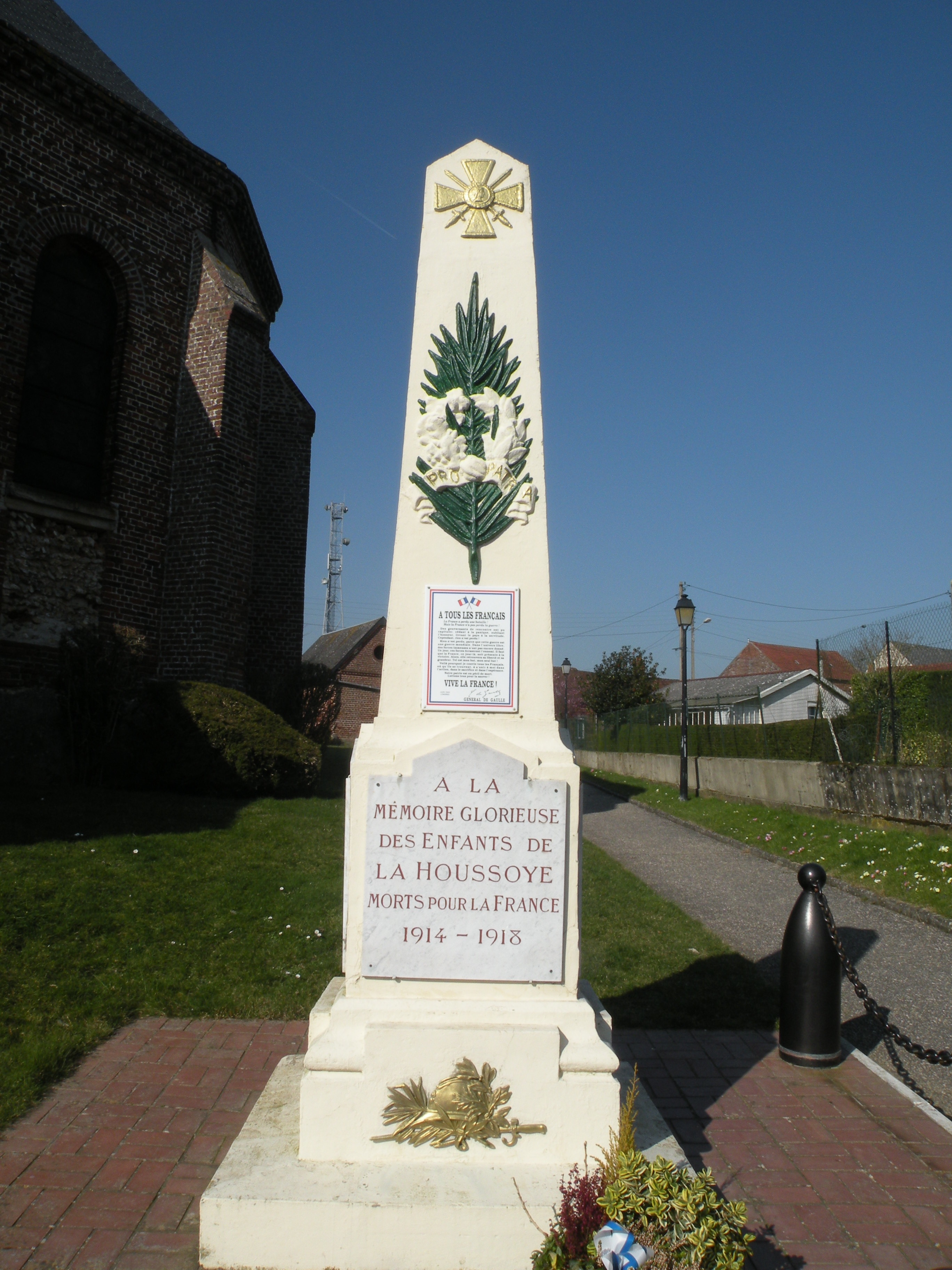
Gefallenendenkmal